# لوان موساشویلی
لوان موساشویلی (گرجی: ლევან მოსეშვილი؛ ۲۳ مهٔ ۱۹۴۰ – ۵ مارس ۲۰۲۰) ورزشکار بسکتبال اهل اتحاد جماهیر شوروی سوسیالیستی بود.
وی در مسابقات کشوری و بین‌المللی در مجموع برندهٔ ۱ مدال نقره شده‌است.